# Ingemar Lagerström
Karl Olov Ingemar Lagerström, född 11 februari 1932, är en svensk översättare och före detta lärare som översätter från klassisk grekiska och latin.
Under sin yrkesverksamma tid var Lagerström lärare i tyska och engelska vid De Geergymnasiet i Norrköping. Han började översätta klassisk litteratur först som pensionär.

## Översättningar
- Suetonius: Kejsarbiografier (De vita Caesarum) (Wahlström & Widstrand, 2001) ISBN 978-91-46-18238-2
- Arrianos: Alexander den store (Anabasis) (Wahlström & Widstrand, 2003) ISBN 91-46-20290-0
- Kejsarhistorier (Historia Augusta) (Wahlström & Widstrand, 2005) ISBN 91-46-21269-8
- Gajus Julius Caesar: Inbördeskriget (De Bello Civili) (Norstedt, 2007) ISBN 978-91-1-301686-3
- Plutarchos: Fem biografier (Ur Vitae parallelae) (Norstedt, 2010) ISBN 978-91-1-302775-3
- Appianos: Roms krig med Karthago och Hannibal (Ur Romaika) (Norstedt, 2012) ISBN 978-91-1-303910-7
- Xenofon: Anabasis: Kyrosexpeditionen eller De tiotusens återtåg (Anabasis) (Norstedt, 2014) ISBN 978-91-1-305571-8
- Appianos: Romerska inbördeskrig: Bok I och II (Santérus, 2015) ISBN 978-91-7359-078-5
- Josefus: Judarnas krig (Santérus, 2017) ISBN 978-91-7359-115-7
- Prokopios: Perserkrigen (Santérus, 2019) ISBN 978-91-7359-141-6
- Achilleus Tatios: Leukippe och Kleitophon (Santérus, 2020) ISBN 978-91-7359-157-7
- Appianos: Romerska inbördeskrig: Bok III till V (Santérus, 2023) ISBN 978-91-7359-199-7